# Давид Луис
Дави́д Луи́с Море́йра Мари́ньо (порт.-браз. David Luiz Moreira Marinho; род. 22 апреля 1987[…], Диадема, Сан-Паулу) — бразильский футболист, центральный защитник кипрского клуба «Пафос».
На 2015 год считался самым дорогим защитником в истории футбола: за его трансфер из «Челси» в «Пари Сен-Жермен» было выплачено 50 миллионов фунтов. В составе «пентакампионов» выигрывал Кубок конфедераций 2013, а также добирался до полуфинала домашнего мундиаля 2014. Давид может выступать в центре обороны, на флангах, а также в опорной зоне полузащиты.
Большую популярность получил благодаря своим выступлениям на Чемпионате мира 2014 года, в том числе штрафному удару в ворота сборной Колумбии, который прозвали ударом «Калатушкой».

## Биография
Родился в городе Диадема в семье педагогов Ладислау Мориньо и Режины Селии. Есть младшая сестра Изабелла. Начинал играть в любительских командах своего города, где познакомился с Тиагу Силвой. В 12 лет поступил в академию «Сан-Паулу». Здесь он провёл три года, после чего был списан со счетов из-за маленького роста.
Сам Луис в школе практически не учился и уже в 14 лет покинул дом, отправившись в клуб «Витория». Играл на позиции полузащитника, но тренеры детской команды передвинули его в центр защиты.

## Клубная карьера
В возрасте 16 лет дебютировал в основе команды и быстро стал игроком основного состава клуба. Луис по своему стилю игры был ближе к игрокам линии полузащиты, однако в дебютном сезоне отыграл большинство матчей в центральной зоне обороны из-за банальной нехватки кадров. В 2006 году Давид Луис помог Витории выйти в Серию А, чем привлёк внимание нескольких клубов в стране и за рубежом.

### «Бенфика»
31 января 2007 года на правах аренды, перешёл в португальский клуб «Бенфика», искавший замену ушедшему в «Тоттенхэм Хотспур» Рикарду Роше. Давид Луис дебютировал в составе команды в матче 1/16 Кубка УЕФА с клубом «Пари Сен-Жермен», заменив травмированного Луизао. «Бенфика» матч проиграла со счётом 1:2, но вышла в следующий раунд, победив с общим счётом 4:3.
12 марта 2007 года Давид Луис сыграл первый матч в чемпионате Португалии против клуба «Униан Лейрия». В это же время защитник дебютировал в составе молодёжной команды сборной Бразилии. По окончании сезона Давид Луис подписал 5-летний контракт с «Бенфикой». Португальский клуб выплатил «Витории» 500 тысяч евро за защитника. 5 августа он забил первый мяч за клуб, поразив ворота лиссабонского «Спортинга» в любительском турнире в Гуадиане. Однако в сезоне Луис провёл лишь 13 игр, часто проигрывая конкуренцию партнёрам по команде.
Большую часть сезона 2008/09 Давид Луис провёл на несвойственной ему позиции левого защитника, заменяя травмированного Жорже Рибейру. 11 января 2009 года Давид Луис забил первый мяч за «Бенфику» в официальной игре, принеся победу в матче с «Брагой» 1:0. В том же месяце им активно интересовалась итальянская «Фиорентина», но к оформлению сделки клубы не пришли. С 19 играми и 3 голами Луис был признан одним из лучших защитников португальского первенства.
В октябре 2009 года Давид Луис продлил контракт с «Бенфикой» до 2015 года, сказав, что это один из самых счастливейших дней в его жизни. Зимой 2010 года Давидом интересовались «Реал Мадрид», «Бавария», «Челси» и «Фиорентина». Футболист предпочёл остаться в составе португальского клуба. По итогам сезона бразилец выиграл с клубом чемпионат, Кубок и Кубок лиги Португалии. Осенью защитник дебютировал в футболке основной сборной, а его стоимость моментально подскочила до 20 млн евро.
Осенью 2010 года Давидом Луисом заинтересовался «Милан», готовый предложить 20 млн за трансфер игрока. В декабре лондонский «Челси» предложил за трансфер игрока 17 млн фунтов стерлингов, но «Бенфика» отказала в продаже бразильца, мотивировав это слишком заниженной ценой.

### «Челси»

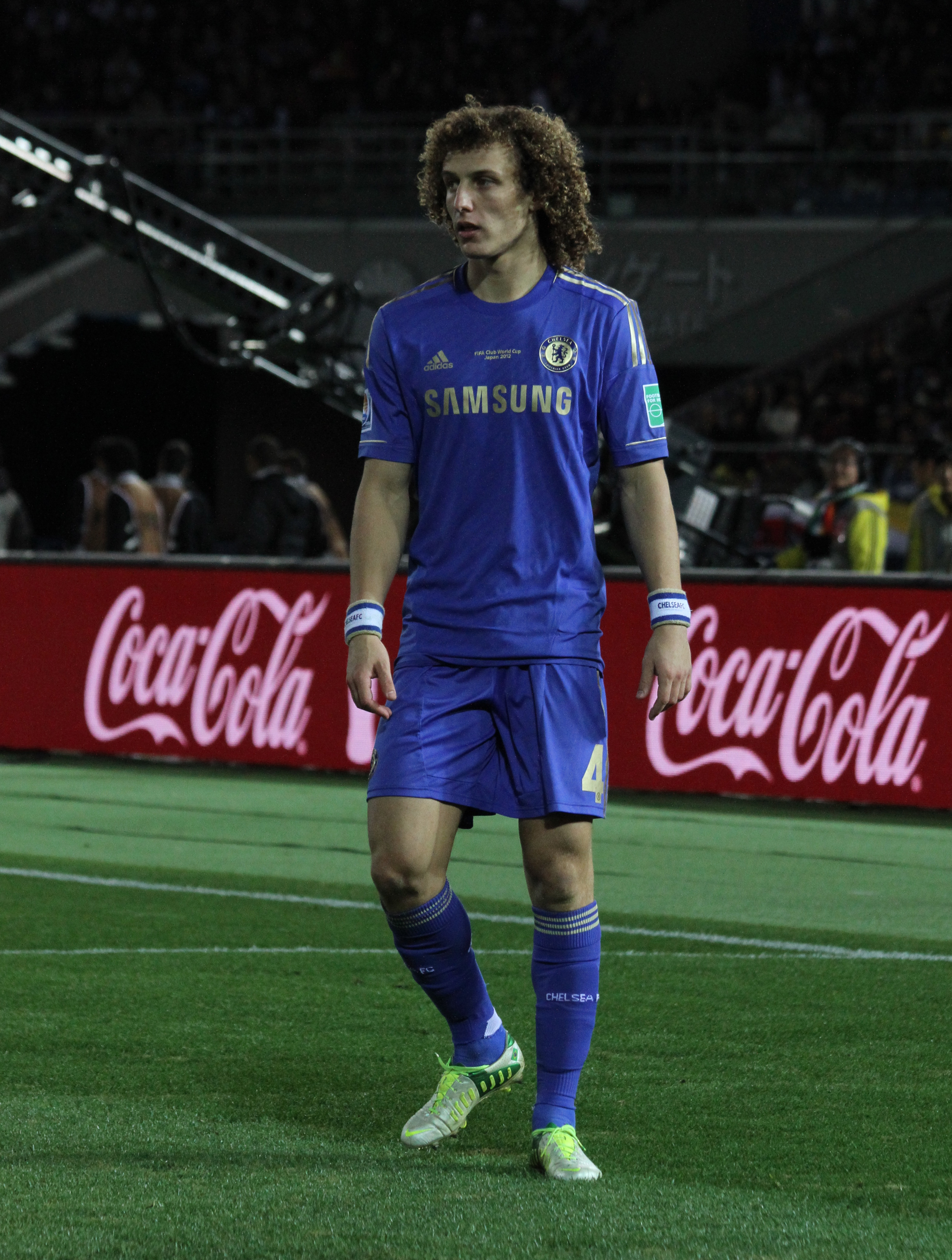
Давид Луис в составе «Челси»

1 февраля 2011 года Давид Луис стал игроком «Челси», подписав контракт на 5 лет. Луис перебрался на «Стэмфорд Бридж» в один день с Фернандо Торресом. Однако в отличие от последнего он очень успешно начал свою карьеру в стане «аристократов», с первых матчей закрепившись в стартовом составе. 6 февраля 2011 года Давид Луис дебютировал за лондонский «Челси», выйдя на замену на 73-й минуте против «Ливерпуля» (0:1). 14 февраля 2011 года Давид Луис впервые вышел в стартовом составе против «Фулхэма». На 90-й минуте в единоборстве с нападающим «Фулхэма» сфолил на сопернике, и судья назначил пенальти. Голкипер «Челси» Петр Чех отразил удар, игра завершилась 0:0. 1 марта в матче против «Манчестер Юнайтед» на 55-й минуте забил свой первый гол за новый клуб. 20 марта 2011 года в матче против «Манчестер Сити» на 78 минуте Луис поразил ворота соперника, принеся 3 очка для команды. В июне 2011 года Давидом Луисом заинтересовалась «Барселона».
В сезоне 2011/2012 бразилец несколько раз оставался на скамейке запасных, но в целом лишь продолжал укрепляться в стартовом составе. В этом сезоне он дебютировал в рамках Лиги чемпионов против «Байера», отличившись победным голом (2:0). Давид не пропустил ни единого матча в этом розыгрыше Лиги чемипонов. В финале против «Баварии» Давид Луис провёл на поле все 120 минут, реализовав свой удар в послематчевой серии пенальти (2:1), а его команда победила со счетом 4:3. Луис стал любимчиком публики «Стэмфорд Бридж». Под руководством Роберто Ди Маттео он играл в опорной зоне. В каждом из своих сезонов в Лондоне Луис поражал ворота одной из манчестерских команд, за что был удостоен прозвища «манкунианский палач». Один из его голов пришёлся на ярчайший поединок Кубка Лиги 2012/13, когда в рамках 1/8 финала Давид забил один из 5 голов своей команды, а также отметился голевой передачей. Летом 2013 года был очень близок к переходу в «Барселону», однако пришедший на пост менеджера «Челси» Жозе Моуринью убедил бразильца остаться.
После весьма уверенного старта бразилец перестал попадать в основу. Зимой он начал выступать на правом фланге обороны, подменяя травмированного Бранислава Ивановича. Свою карьеру в «Челси» заканчивал в опорной зоне или же выступал в роли третьего центрального защитника вместе с Джона Терри и Гари Кэхиллом. 4 мая 2014 года Давид последний раз вышел на поле в футболке «Челси». Он заменил Рамиреса во втором тайме поединка против «Норвича» (0:0).
Всего Давид Луис забил за «Челси» 5 мячей, и все на домашней арене, 1 в Лиге чемпионов и 4 в Премьер-лиге. один гол в ворота леверкузенского «Байера 04» в Лиге чемпионов, два мяча в ворота «Манчестер Юнайтед», 1 гол в ворота «Манчестер Сити» и 1 мяч в ворота «Болтон Уондерерс».

### «Пари Сен-Жермен»

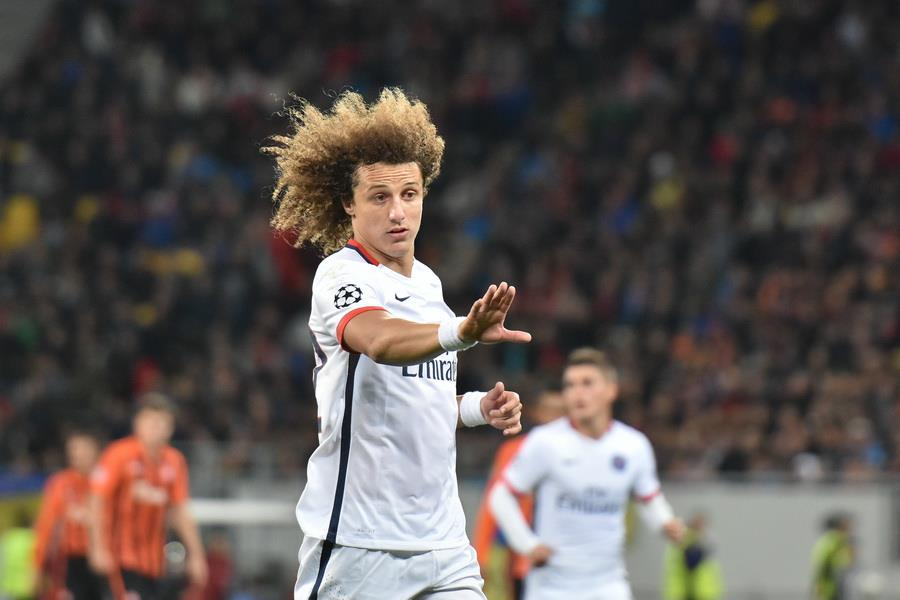
После перехода в ПСЖ Давид стал самым дорогим защитником в истории

23 мая 2014 года на официальном сайте клуба «Пари Сен-Жермен» было объявлено о приобретении Давида Луиса у «Челси». Сумма трансфера составила 50 млн фунтов. Бразилец стал самым дорогим защитником в мире. 7 августа 2014 года взял себе 32 номер. В стане парижского клуба Давид начал выступать со своими партнерами по сборной Тиагу Силвой и Маркиньосом. 16 августа дебютировал за ПСЖ в поединке первого тура Лиги 1 против «Бастии» (2:0). С легкостью закрепился в основном составе «парижан», а в середине октября отметился дебютным голом в поединке Лиги чемпионов против «Барселоны» (3:2). Вскоре после этого матча Луис признался, что был близок к переходу в каталонский клуб, но сразу же отказал ему, когда на связь вышли скауты парижской команды.
За два сезона проведённые в составе «ПСЖ» Давид сыграл 89 матчей и отличился 8 голами. Также вместе с парижанами дважды выиграл чемпионат Франции, Кубок лиги, Кубок и Суперкубок Франции.

### Возвращение в «Челси»
31 августа 2016 года лондонский клуб вернул защитника за £32 млн. Контракт подписан сроком на три года. Дебютировал 16 сентября в матче 5-го тура АПЛ против «Ливерпуля» (1:2).

### «Арсенал»
8 августа 2019 года официально перешёл из «Челси» в «Арсенал». В новой команде футболист стал выступать под 23 номером. По информации СМИ, трансфер Луиса обошёлся «Арсеналу» в £ 8 млн (около € 8,7 млн).
6 октября, на 9-й минуте матча 8-го тура АПЛ против «Борнмута» после углового в исполнении ивуарийского вингера Николя Пепе направил мяч ударом головой в створ ворот, открыв счёт в матче. Этот гол стал для него первым за команду Унаи Эмери. Тот матч закончился со счётом 1:0.
18 мая 2021 года главный тренер клуба Микель Артета подтвердил, что Луис покинет команду по истечении контракта в июне.

### «Фламенго»
11 сентября 2021 года «Фламенго» объявил о подписании Луиса в качестве свободного агента.
«Форталеза»
21 января 2025 года на правах свободного агента перешёл в «Форталезу». Стороны заключили контракт до конца 2026 года с опцией продления.

## Международная карьера

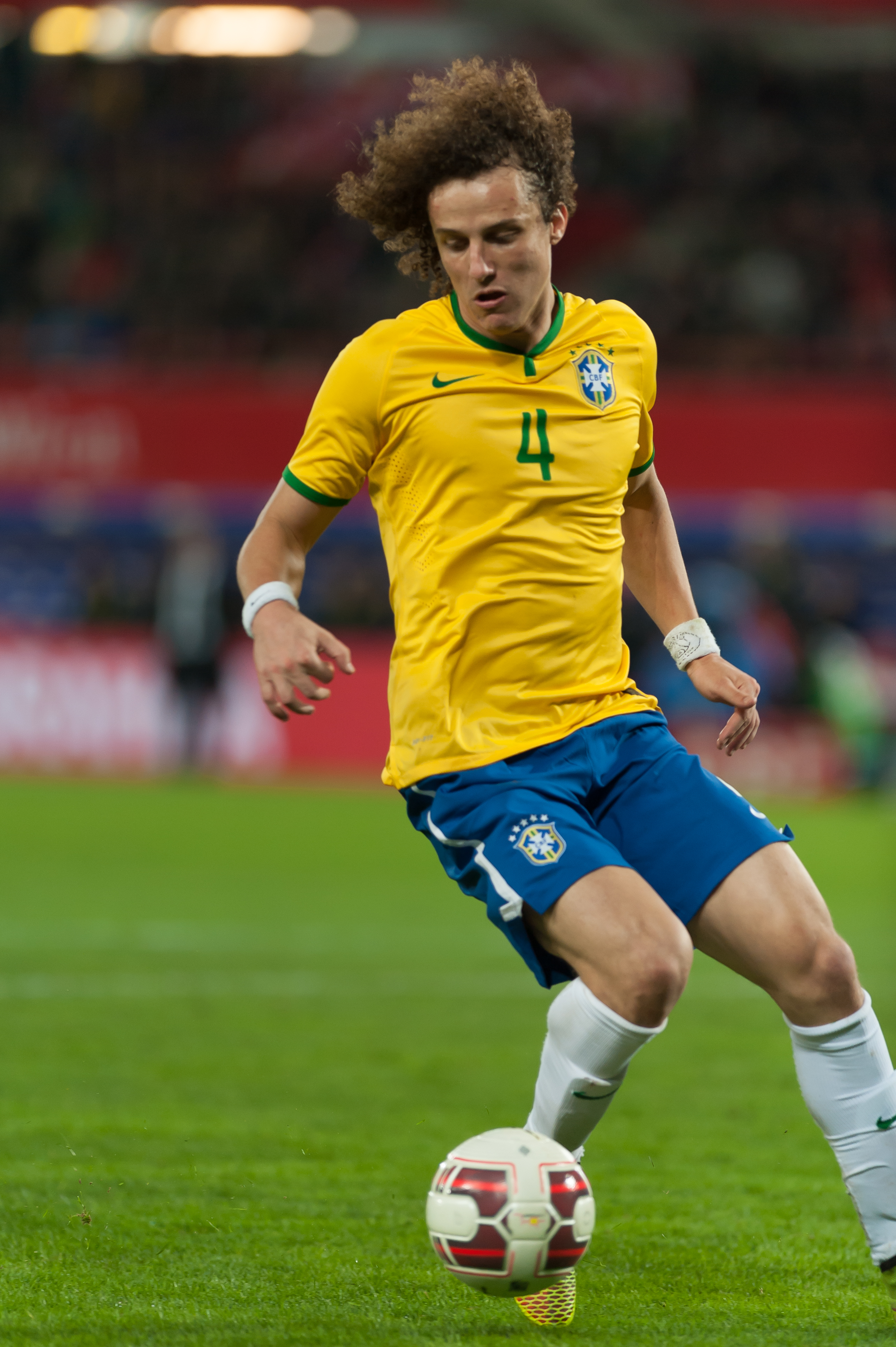
Давид Луис в составе сборной Бразилии

Давид Луис выступал за молодёжную сборную Бразилии в 2007 году на чемпионате мира, где команда дошла до 1/8 финала.
Защитник, выступавший тогда за «Бенфику», не попал в состав сборной на чемпионат мира 2010 года в ЮАР. 10 августа 2010 года Луис дебютировал в составе первой сборной в товарищеской игре со сборной США, в которой бразильцы победили 2:0. Партнёр Давида по национальной команде Тиагу Силва сказал:

Мы нашли общий язык с Давидом Луисом. Он молод, но имеет яркую индивидуальность. Сборная входит в новую фазу и мы надеемся достойно заменить тандем Лусио и Жуана, который за последние годы приобрёл статус легендарного.

1 июля 2013 года вместе со сборной Бразилии стал обладателем Кубка конфедераций 2013. Этот турнир стал триумфальным для целого ряда игроков бразильской дружины, в том числе и Луиса. Вместе с Тиаго Силвой в паре он провёл все пять матчей сборной, которая дошла до финала, где разгромила действующего чемпиона мира сборную Испании со счетом 3:0.
Был капитаном сборной в знаменитом полуфинальном матче чемпионата мира 2014 года, где Бразилия сенсационно проиграла сборной Германии со счётом 1:7.
Не вошёл в состав сборной на чемпионат мира 2018 в России.

#### Личная жизнь
Давид Луис свободно владеет английским языком, также немного знает французский. Принадлежит к евангельским христианам. В начале чемпионата мира 2014 года стал послом «ЮНЭЙДС».

## Статистика выступлений

### Клубная статистика
| Выступление        | Выступление      | Выступление      | Лига | Лига | Кубок страны | Кубок страны | Кубок лиги | Кубок лиги | Еврокубки | Еврокубки | Прочие | Прочие | Итого | Итого |
| Клуб               | Лига             | Сезон            | Игры | Голы | Игры         | Голы         | Игры       | Голы       | Игры      | Голы      | Игры   | Голы   | Игры  | Голы  |
| ------------------ | ---------------- | ---------------- | ---- | ---- | ------------ | ------------ | ---------- | ---------- | --------- | --------- | ------ | ------ | ----- | ----- |
| Витория (Салвадор) | Серия A          | 2006             | 26   | 1    | 2            | 0            | 0          | 0          | 0         | 0         | 25     | 1      | 53    | 2     |
| Витория (Салвадор) | Серия A          | 2007             | 0    | 0    | 0            | 0            | 0          | 0          | 0         | 0         | 2      | 0      | 2     | 0     |
| Витория (Салвадор) | Итого            | Итого            | 26   | 1    | 2            | 0            | 0          | 0          | 0         | 0         | 27     | 1      | 55    | 2     |
| Бенфика            | Примейра         | 2006/07          | 10   | 0    | 0            | 0            | 0          | 0          | 4         | 1         | 0      | 0      | 14    | 1     |
| Бенфика            | Примейра         | 2007/08          | 8    | 0    | 2            | 0            | 0          | 0          | 4         | 0         | 0      | 0      | 14    | 0     |
| Бенфика            | Примейра         | 2008/09          | 19   | 2    | 2            | 0            | 4          | 0          | 2         | 1         | 0      | 0      | 27    | 3     |
| Бенфика            | Примейра         | 2009/10          | 29   | 2    | 2            | 0            | 5          | 1          | 13        | 0         | 0      | 0      | 49    | 3     |
| Бенфика            | Примейра         | 2010/11          | 16   | 0    | 3            | 0            | 2          | 0          | 6         | 0         | 1      | 0      | 28    | 0     |
| Бенфика            | Итого            | Итого            | 82   | 4    | 9            | 0            | 11         | 1          | 29        | 1         | 1      | 0      | 132   | 6     |
| Челси              | Премьер-лига     | 2010/11          | 12   | 2    | 0            | 0            | 0          | 0          | 0         | 0         | 0      | 0      | 12    | 2     |
| Челси              | Премьер-лига     | 2011/12          | 20   | 2    | 6            | 0            | 3          | 0          | 11        | 1         | 0      | 0      | 40    | 3     |
| Челси              | Премьер-лига     | 2012/13          | 30   | 2    | 6            | 0            | 4          | 1          | 13        | 4         | 4      | 0      | 57    | 7     |
| Челси              | Премьер-лига     | 2013/14          | 19   | 0    | 3            | 0            | 3          | 0          | 8         | 1         | 1      | 0      | 34    | 1     |
| Челси              | Итого            | Итого            | 81   | 6    | 15           | 0            | 10         | 1          | 32        | 5         | 5      | 0      | 143   | 12    |
| Пари Сен-Жермен    | Лига 1           | 2014/15          | 28   | 2    | 4            | 1            | 3          | 0          | 10        | 2         | 0      | 0      | 45    | 5     |
| Пари Сен-Жермен    | Лига 1           | 2015/16          | 25   | 1    | 4            | 1            | 3          | 0          | 7         | 1         | 1      | 0      | 40    | 3     |
| Пари Сен-Жермен    | Лига 1           | 2016/17          | 3    | 0    | 0            | 0            | 0          | 0          | 0         | 0         | 1      | 0      | 4     | 0     |
| Пари Сен-Жермен    | Итого            | Итого            | 56   | 3    | 8            | 2            | 6          | 0          | 17        | 3         | 2      | 0      | 89    | 8     |
| Челси              | Премьер-лига     | 2016/17          | 33   | 1    | 2            | 0            | 2          | 0          | 0         | 0         | 0      | 0      | 37    | 1     |
| Челси              | Премьер-лига     | 2017/18          | 10   | 1    | 2            | 0            | 0          | 0          | 4         | 1         | 1      | 0      | 17    | 2     |
| Челси              | Премьер-лига     | 2018/19          | 34   | 2    | 2            | 0            | 5          | 0          | 3         | 0         | 1      | 0      | 45    | 2     |
| Челси              | Итого            | Итого            | 77   | 4    | 6            | 0            | 7          | 0          | 7         | 1         | 2      | 0      | 99    | 5     |
| Арсенал (Лондон)   | Премьер-лига     | 2019/20          | 33   | 2    | 5            | 0            | 0          | 0          | 5         | 0         | 0      | 0      | 43    | 2     |
| Арсенал (Лондон)   | Итого            | Итого            | 33   | 2    | 5            | 0            | 0          | 0          | 5         | 0         | 0      | 0      | 43    | 2     |
| Всего за карьеру   | Всего за карьеру | Всего за карьеру | 355  | 20   | 45           | 2            | 34         | 2          | 90        | 10        | 37     | 1      | 561   | 35    |

### Международная статистика
| Сборная          | Сезон            | Товарищеские | Товарищеские | Турниры | Турниры | Всего | Всего |
| Сборная          | Сезон            | Игры         | Голы         | Игры    | Голы    | Игры  | Голы  |
| ---------------- | ---------------- | ------------ | ------------ | ------- | ------- | ----- | ----- |
| Бразилия         | 2010             | 4            | 0            | 0       | 0       | 4     | 0     |
| Бразилия         | 2011             | 6            | 0            | 0       | 0       | 6     | 0     |
| Бразилия         | 2012             | 7            | 0            | 0       | 0       | 7     | 0     |
| Бразилия         | 2013             | 11           | 0            | 5       | 0       | 16    | 0     |
| Бразилия         | 2014             | 7            | 1            | 7       | 2       | 14    | 3     |
| Бразилия         | 2015             | 6            | 0            | 2       | 0       | 8     | 0     |
| Бразилия         | 2016             | 0            | 0            | 1       | 0       | 1     | 0     |
| Бразилия         | 2017             | 1            | 0            | 0       | 0       | 1     | 0     |
| Всего за карьеру | Всего за карьеру | 42           | 1            | 15      | 2       | 57    | 3     |

### Матчи и голы за сборную
| Матчи и голы Давида Луиса за сборную Бразилии | Матчи и голы Давида Луиса за сборную Бразилии | Матчи и голы Давида Луиса за сборную Бразилии | Матчи и голы Давида Луиса за сборную Бразилии | Матчи и голы Давида Луиса за сборную Бразилии | Матчи и голы Давида Луиса за сборную Бразилии |
| №                                             | Дата                                          | Оппонент                                      | Счёт                                          | Голы                                          | Соревнование                                  |
| --------------------------------------------- | --------------------------------------------- | --------------------------------------------- | --------------------------------------------- | --------------------------------------------- | --------------------------------------------- |
| 1                                             | 10 августа 2010                               | США                                           | 2:0                                           | —                                             | Товарищеский матч                             |
| 2                                             | 7 октября 2010                                | Иран                                          | 3:0                                           | —                                             | Товарищеский матч                             |
| 3                                             | 11 октября 2010                               | Украина                                       | 2:0                                           | —                                             | Товарищеский матч                             |
| 4                                             | 17 ноября 2010                                | Аргентина                                     | 0:1                                           | —                                             | Товарищеский матч                             |
| 5                                             | 9 февраля 2011                                | Франция                                       | 1:0                                           | —                                             | Товарищеский матч                             |
| 6                                             | 7 июня 2011                                   | Румыния                                       | 1:0                                           | —                                             | Товарищеский матч                             |
| 7                                             | 7 октября 2011                                | Коста-Рика                                    | 1:0                                           | —                                             | Товарищеский матч                             |
| 8                                             | 11 октября 2011                               | Мексика                                       | 2:1                                           | —                                             | Товарищеский матч                             |
| 9                                             | 10 ноября 2011                                | Габон                                         | 2:0                                           | —                                             | Товарищеский матч                             |
| 10                                            | 14 ноября 2011                                | Египет                                        | 2:0                                           | —                                             | Товарищеский матч                             |
| 11                                            | 28 февраля 2012                               | Босния и Герцеговина                          | 2:1                                           | —                                             | Товарищеский матч                             |
| 12                                            | 15 августа 2012                               | Швеция                                        | 3:0                                           | —                                             | Товарищеский матч                             |
| 13                                            | 7 сентября 2012                               | ЮАР                                           | 1:0                                           | —                                             | Товарищеский матч                             |
| 14                                            | 10 сентября 2012                              | Китай                                         | 8:0                                           | —                                             | Товарищеский матч                             |
| 15                                            | 11 октября 2012                               | Ирак                                          | 6:0                                           | —                                             | Товарищеский матч                             |
| 16                                            | 16 октября 2012                               | Япония                                        | 4:0                                           | —                                             | Товарищеский матч                             |
| 17                                            | 14 ноября 2012                                | Колумбия                                      | 1:1                                           | —                                             | Товарищеский матч                             |
| 18                                            | 6 февраля 2013                                | Англия                                        | 1:2                                           | —                                             | Товарищеский матч                             |
| 19                                            | 21 марта 2013                                 | Италия                                        | 2:2                                           | —                                             | Товарищеский матч                             |
| 20                                            | 25 марта 2013                                 | Россия                                        | 1:1                                           | —                                             | Товарищеский матч                             |
| 21                                            | 2 июня 2013                                   | Англия                                        | 2:2                                           | —                                             | Товарищеский матч                             |
| 22                                            | 9 июня 2013                                   | Франция                                       | 3:0                                           | —                                             | Товарищеский матч                             |
| 23                                            | 15 июня 2013                                  | Япония                                        | 3:0                                           | —                                             | Кубок конфедераций 2013                       |
| 24                                            | 19 июня 2013                                  | Мексика                                       | 2:0                                           | —                                             | Кубок конфедераций 2013                       |
| 25                                            | 22 июня 2013                                  | Италия                                        | 4:2                                           | —                                             | Кубок конфедераций 2013                       |
| 26                                            | 26 июня 2013                                  | Уругвай                                       | 2:1                                           | —                                             | Кубок конфедераций 2013                       |
| 27                                            | 30 июня 2013                                  | Испания                                       | 3:0                                           | —                                             | Кубок конфедераций 2013                       |
| 28                                            | 7 сентября 2013                               | Австралия                                     | 6:0                                           | —                                             | Товарищеский матч                             |
| 29                                            | 10 сентября 2013                              | Португалия                                    | 3:1                                           | —                                             | Товарищеский матч                             |
| 30                                            | 12 октября 2013                               | Республика Корея                              | 2:0                                           | —                                             | Товарищеский матч                             |
| 31                                            | 15 октября 2013                               | Замбия                                        | 2:0                                           | —                                             | Товарищеский матч                             |
| 32                                            | 16 ноября 2013                                | Гондурас                                      | 5:0                                           | —                                             | Товарищеский матч                             |
| 33                                            | 19 ноября 2013                                | Чили                                          | 2:1                                           | —                                             | Товарищеский матч                             |
| 34                                            | 5 марта 2014                                  | ЮАР                                           | 5:0                                           | —                                             | Товарищеский матч                             |
| 35                                            | 3 июня 2014                                   | Панама                                        | 4:0                                           | —                                             | Товарищеский матч                             |
| 36                                            | 6 июня 2014                                   | Сербия                                        | 1:0                                           | —                                             | Товарищеский матч                             |
| 37                                            | 12 июня 2014                                  | Хорватия                                      | 3:1                                           | —                                             | Финальные матчи ЧМ-2014                       |
| 38                                            | 17 июня 2014                                  | Мексика                                       | 0:0                                           | —                                             | Финальные матчи ЧМ-2014                       |
| 39                                            | 23 июня 2014                                  | Камерун                                       | 4:1                                           | —                                             | Финальные матчи ЧМ-2014                       |
| 40                                            | 28 июня 2014                                  | Чили                                          | 1:1                                           | 1                                             | Финальные матчи ЧМ-2014                       |
| 41                                            | 4 июля 2014                                   | Колумбия                                      | 2:1                                           | 1                                             | Финальные матчи ЧМ-2014                       |
| 42                                            | 8 июля 2014                                   | Германия                                      | 1:7                                           | —                                             | Финальные матчи ЧМ-2014                       |
| 43                                            | 12 июля 2014                                  | Нидерланды                                    | 0:3                                           | —                                             | Финальные матчи ЧМ-2014                       |
| 44                                            | 6 сентября 2014                               | Колумбия                                      | 1:0                                           | —                                             | Товарищеский матч                             |
| 45                                            | 10 октября 2014                               | Аргентина                                     | 2:0                                           | —                                             | Товарищеский матч                             |
| 46                                            | 12 ноября 2014                                | Турция                                        | 4:0                                           | —                                             | Товарищеский матч                             |
| 47                                            | 18 ноября 2014                                | Австрия                                       | 2:1                                           | 1                                             | Товарищеский матч                             |
| 48                                            | 7 июня 2015                                   | Мексика                                       | 2:0                                           | —                                             | Товарищеский матч                             |
| 49                                            | 10 июня 2015                                  | Гондурас                                      | 1:0                                           | —                                             | Товарищеский матч                             |
| 50                                            | 14 июня 2015                                  | Перу                                          | 2:1                                           | —                                             | Кубок Америки по футболу 2015                 |
| 51                                            | 21 июня 2015                                  | Венесуэла                                     | 2:1                                           | —                                             | Кубок Америки по футболу 2015                 |
| 52                                            | 5 сентября 2015                               | Коста-Рика                                    | 1:0                                           | —                                             | Товарищеский матч                             |
| 53                                            | 8 сентября 2015                               | США                                           | 4:1                                           | —                                             | Товарищеский матч                             |
| 54                                            | 8 октября 2015                                | Чили                                          | 0:2                                           | —                                             | Отборочный турнир ЧМ-2018                     |
| 55                                            | 13 ноября 2015                                | Аргентина                                     | 1:1                                           | —                                             | Отборочный турнир ЧМ-2018                     |
| 56                                            | 25 марта 2016                                 | Уругвай                                       | 2:2                                           | —                                             | Отборочный турнир ЧМ-2018                     |
| 57                                            | 13 июня 2017                                  | Австралия                                     | 4:0                                           | —                                             | Товарищеский матч                             |

Итого: 57 матчей / 3 гола; 44 побед, 8 ничьих, 5 поражения.

## Достижения
Командные
«Витория»
- Чемпион штата Баия: 2005

«Бенфика»
- Чемпион Португалии: 2009/10
- Обладатель Кубка португальской лиги (2): 2008/09, 2009/10

«Челси»
- Чемпион Англии: 2016/17
- Обладатель Кубка Англии (2): 2011/2012, 2017/2018
- Победитель Лиги чемпионов УЕФА: 2011/12
- Победитель Лиги Европы УЕФА (2): 2012/13, 2018/19

«Пари Сен-Жермен»
- Чемпион Франции (2): 2014/15, 2015/16
- Обладатель Кубка французской лиги (2): 2014/15, 2015/16
- Обладатель Кубка Франции (2): 2014/15, 2015/16
- Обладатель Суперкубка Франции (2): 2015, 2016

«Арсенал»
- Обладатель Кубка Англии: 2019/20
- Обладатель Суперкубка Англии: 2020

«Фламенго»
- Финалист Кубка Либертадорес: 2021
- Обладатель Кубка Либертадорес: 2022
- Обладатель Кубка Бразилии (2): 2022, 2024
- Победитель Лиги Кариока: 2024

Сборная Бразилии
- Обладатель Кубка конфедераций: 2013

Личные
- Футболист года в Португалии: 2010
- Игрок месяца английской Премьер-лиги: март 2011
- Входит в состав символической сборной Кубка конфедераций 2013 года по версии ФИФА[46]
- Входит в состав символической сборной ФИФА: 2014
- Член символической «сборной сезона» Лиги Европы: 2018/19[47]